# گابریل با پیراهن باز
گابریل با پیراهن باز (به فرانسوی: Gabrielle Avec la Chemise Ouverte) یکی از نقاشی‌های رنگ روغن پیر آگوست رنوآر است که از گابریل رنار، مدل و دایه خانواده‌اش، کشیده است.
این نقاشی اکنون در موزه هنرهای معاصر تهران نگهداری می‌شود و به دلیل بازبودن پیراهن مدل، این نقاشی پس از انقلاب ۱۳۵۷ ایران نمایش نیافته است.